# レーティッシュ鉄道Gmf4/4 23401-04形ディーゼル機関車

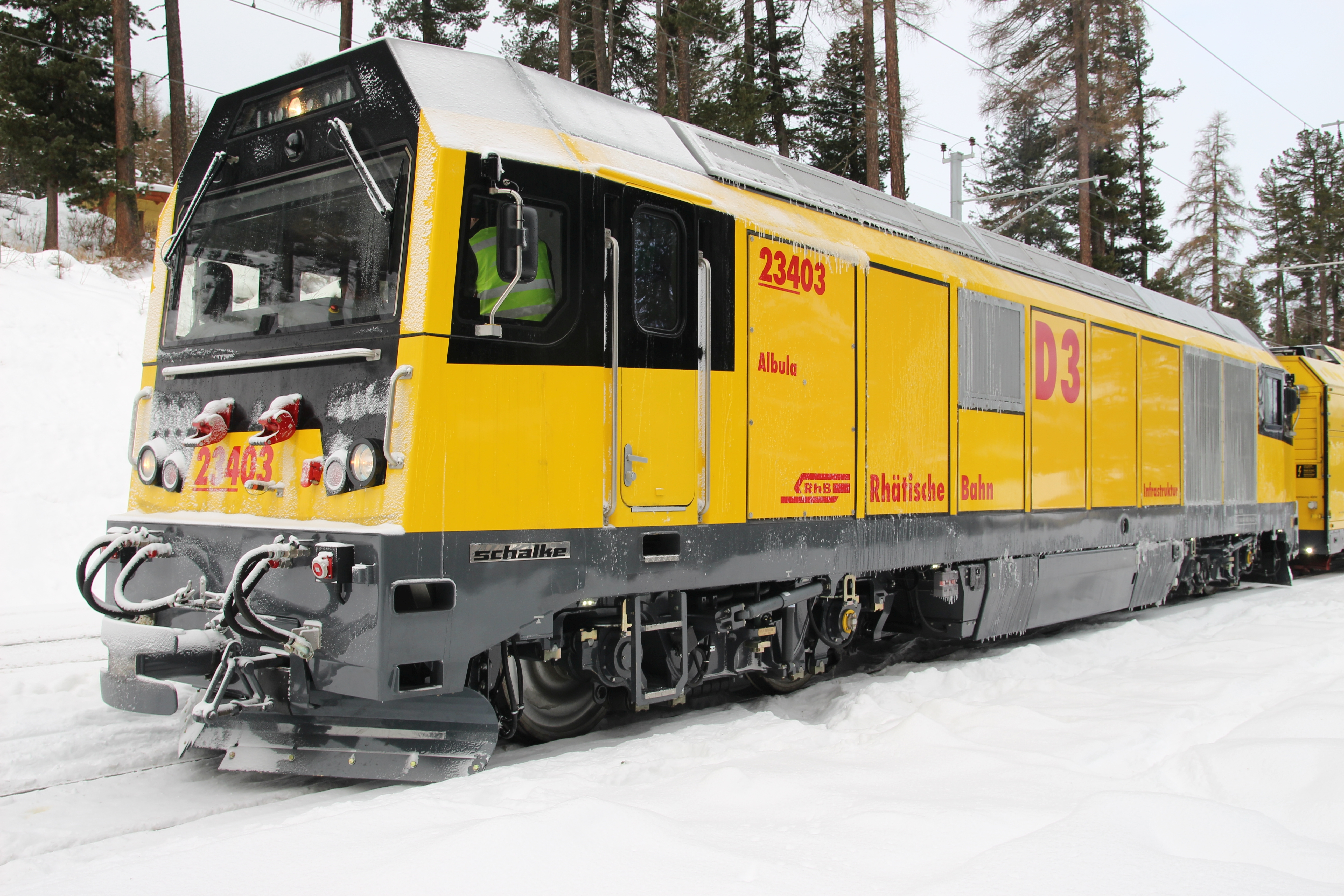
Gmf4/4 23403号機、2016年

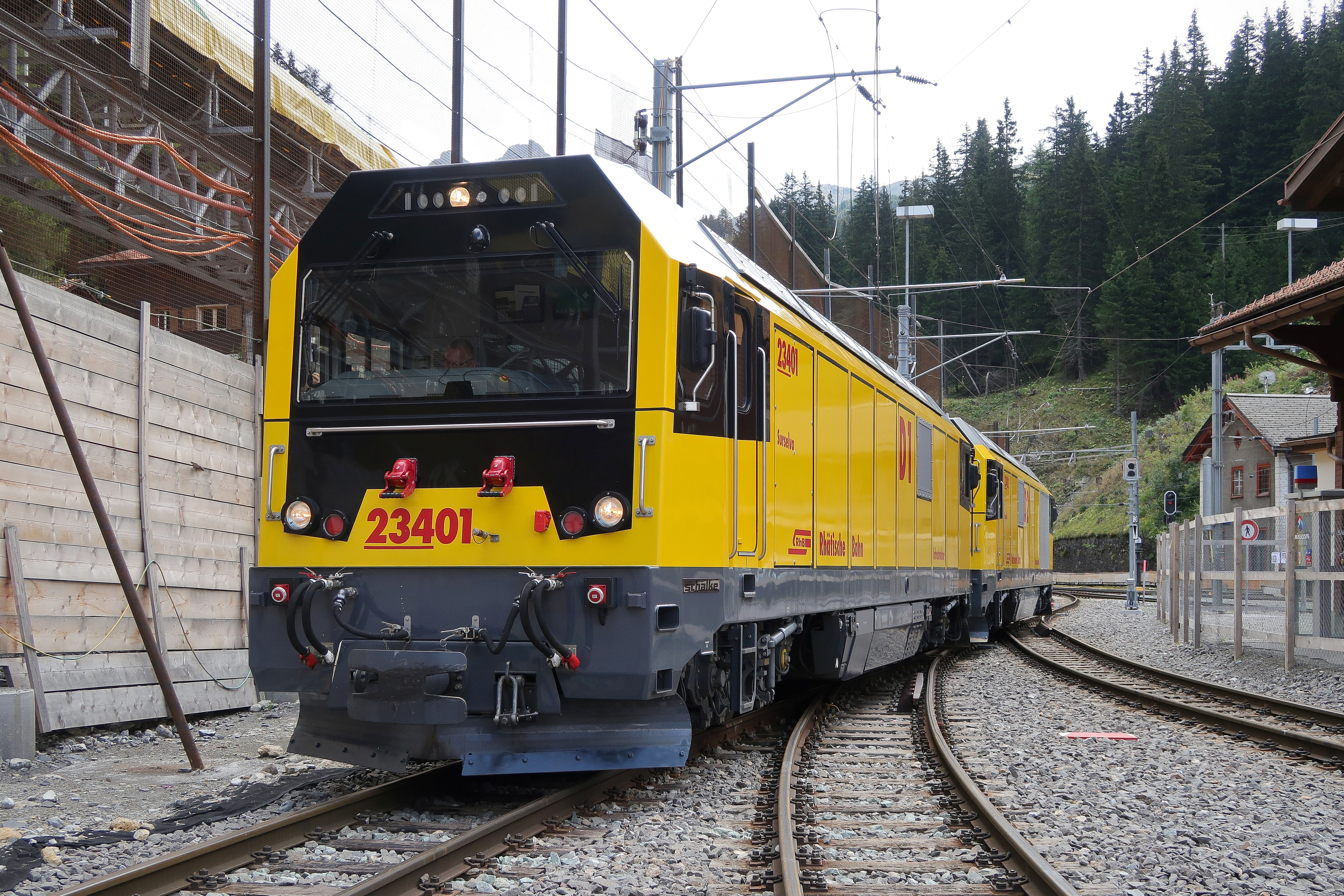
Gmf4/4 23401号機ほかの重連、2016年

レーティッシュ鉄道Gmf4/4 23401-04形ディーゼル機関車（レーティッシュてつどうGmf4/4 23401-04がたでぃーぜるきかんしゃ）は、スイスのレーティッシュ鉄道（Rhätischen Bahn (RhB)）で使用される事業用列車用ディーゼル機関車であり、Gmf4/4 234形、Gmf4/4II形、Gmf4/4II 234形などとも呼称されている。

## 概要
本形式はレーティッシュ鉄道全線における工事列車の牽引および排雪列車の推進用として2013-15年に4機が導入された電気式ディーゼル機関車であり、厳冬期においてもベルニナ線の最急勾配70パーミル、最急曲線45 mに対応できる性能を持つとともに、本線系統の主力電気機関車であるGe4/4III形の200 kNを上回る230 kNの起動時牽引力を発揮する強力機となっている。

### 導入の経緯
2010年代のレーティッシュ鉄道においては、インフラストラクチャー部門が運用する工事列車のうち、架線/高所関連作業用の大型の機材であるXmf6/6 24401-02形、Xmf4/4 24403-04形を用意していたほか、中型のディーゼル機関車のGmf4/4 242-243形や入換用トラクターをベースにクレーン等を設置したTm2/2 81-84形、Tm2/2 95-98形などのいくつかの工事用機材を所有していたが、本線系統の重量のある工事列車は営業用の電気機関車が牽引していた。しかしながら、電気機関車牽引の工事列車では作業中に架線を停電させることができず、工事内容によっては架線に近接して作業することがあり、作業員が感電する可能性があった。そのため、架線停電下で重量のある列車を牽引できるディーゼル機関車の導入が望まれていたが、投資額が大きくなることと、より優先順位の高い投資案件があったため、長い間実現していなかった。
こういった状況の下、引続き要件定義や情報収集が行われていたが、2008年秋に4機の大型ディーゼル機関車の導入が社内公表され、公式にプロジェクトが発足している

### 製造
本形式はドイツの車両製造メーカーで、主に産業用車両を手掛ける Schalker Eisenhütteに発注されることとなり、2009年12月17日に4機を約25百万スイスフランで調達する契約が締結され、主な設計要件は以下の通りとされた。
- 主機出力を1800 kW、自重を64 t、軸重16 tとする。
- レーティッシュ鉄道の線路条件（最急勾配70パーミル、最少曲線半径45 m、最高標高2253 m）、建築限界に対応する。
- 沿線の気象条件を考慮し、-35 ℃から+40 ℃までの温度条件で運行可能な信頼性を確保する。
- 70パーミルの勾配において重連で140 tの列車を牽引可能。
- 25パーミルの勾配において重連で420 tの列車を牽引可能。
- 工事列車・除雪列車のほか、運行不能となった列車の救援用[2]や、繁忙期には営業線の貨物列車の牽引に使用する一方、旅客列車の牽引は考慮しない[3]。
- 厳冬季の運用に対応するため以下の対策を施す。
  - 外気温-35℃まで運行可能とする。
  - 除雪列車の動力車として使用可能な装備とする。
  - 雪の微細な結晶の室内・機器内への侵入対策を施す。
  - 台車と床下機器をはじめ各部に着雪・凍結対策を施す。

本形式は通常より厳しい温度変動と気象条件の下で運用されることとなっており、特に標高2253 mでの運用は冬季における-35 °Cという低い気温や粉末状の雪への対応のみならず、太陽からの強い放射熱や大気密度の低下に伴うラジエターの冷却効率低下により、特に主機の冷却系の設計に配慮が必要となっているほか、レーティッシュ鉄道の建築限界や最急曲線および最大軸重16 tに対応するための限られたスペースと重量に高出力のパワートレインのほか、2種類の列車用ブレーキなどの多くの装備を搭載するという厳しい設計要件を満たすため、他の一般的な機関車より複雑な設計となっており、設計プロジェクトでは多くの課題を解決する必要があった。
本形式は主契約者のSchalker Eisenhütteが設計や最終組立を担当し、メーカー型式はでRDE1800-D064-1000-2586/2013-CHであるほか、車体はドイツのFTD Fahrzeugtechnik Bahnen Dessauが、走行機器類の取纏めと電機品の製造をシーメンスが担当しており、主機はMTUフリードリヒスハーフェン製のものを搭載している。また、主発電機はVEM、車両情報装置はSelectron Systemsがそれぞれ製造を担当しているほか、台車車の設計はスイスのSLMの計測・開発部門が2001年に独立して設立されたPROSEが担当している。
その後2013年6月には初号機がロールアウトして2015年までに全4機が導入されている。なお、導入当初の形式機番はGmf4/4 28701-04号機であったが、2015年にGmf4/4 23401-04に形式変更されており、各機体の機番と製造年、旧機番、機体名は下記の通りとなっている。形式名のうち5桁目の"2"は入換用/事業用車を、4桁目の"3"は工事用を、3桁目の"4"はディーゼル動力をそれぞれ示しており、2・1桁目が各機体の機番を示している。
- 23401 - 2013年6月20日 - 28701 - SURSELVA
- 23402 - 2015年1月21日 - 28702 - ENGADIN
- 23403 - 2015年8月13日 - 28703 - ALBULA
- 23404 - 2015年10月1日 - 28704 - BERNINA

## 仕様

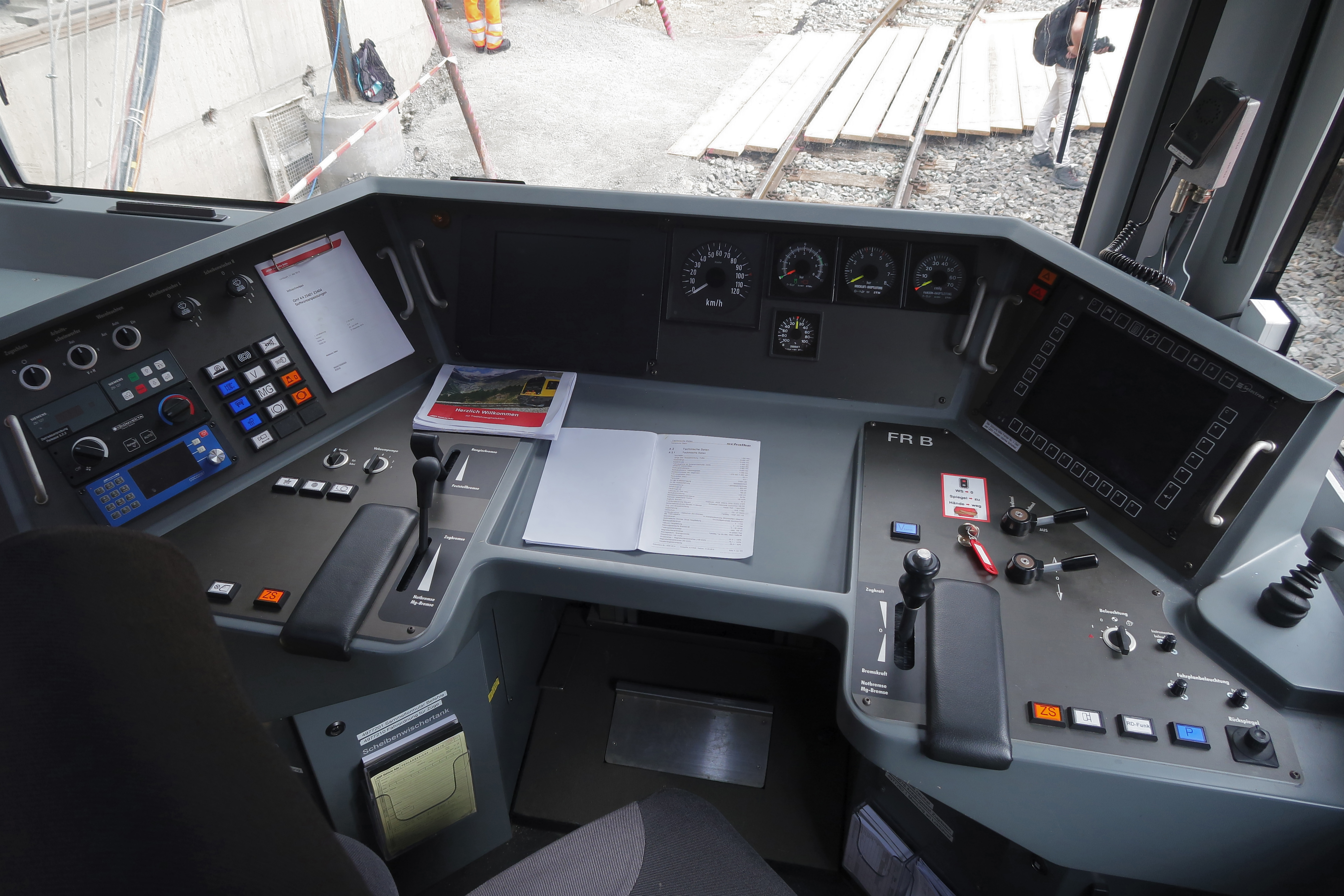
Gmf4/4 23401-04形の運転台、ABe8/12 3501-3515形などの同時期に製造された電車と類似の配置、2016年

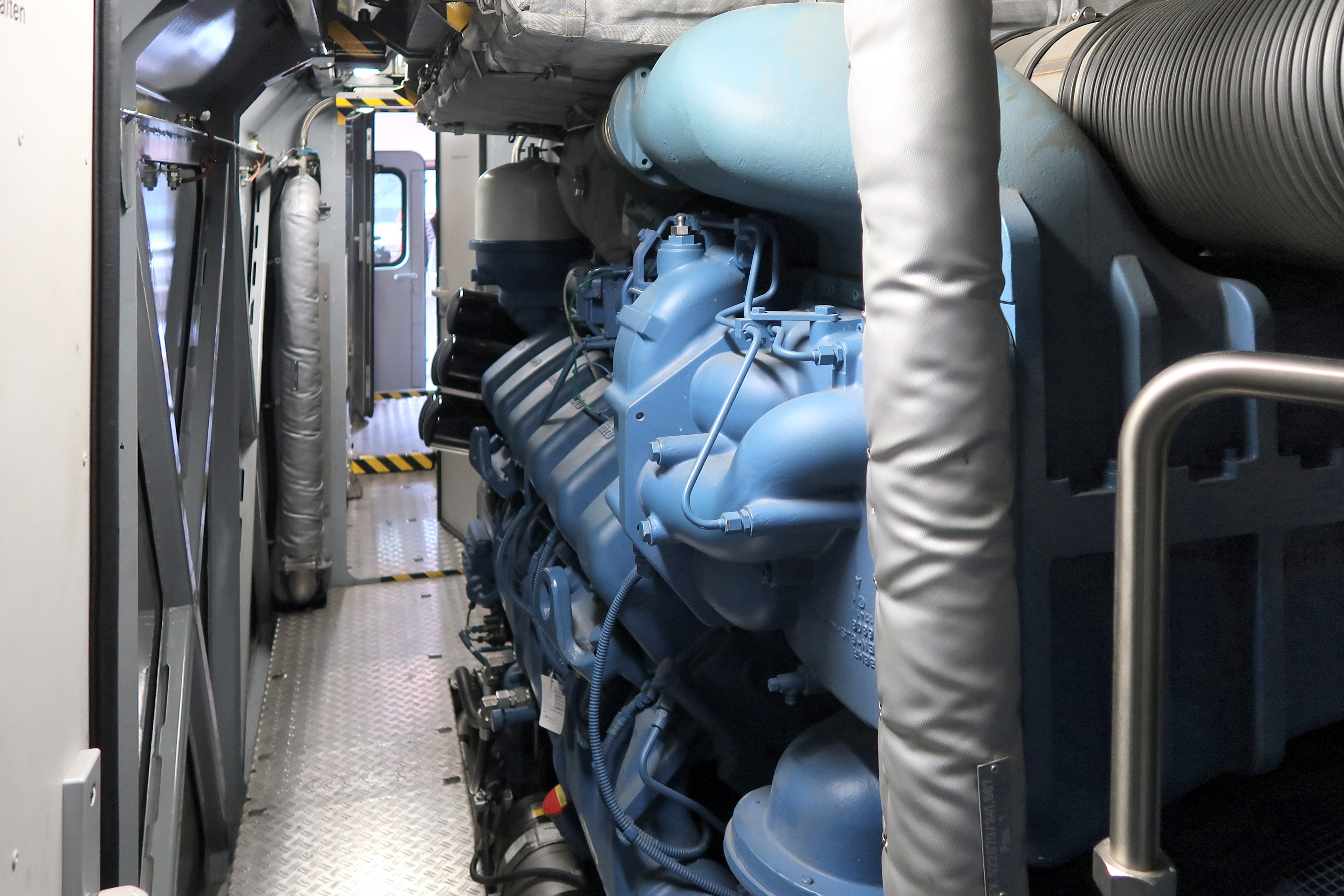
Gmf4/4 23401-04形の主機室、2016年

### 車体
- 車体は直線を基調としたデザインで車両限界一杯の車体断面形状を有する軽量構造の鋼製で、台枠は鋼材を溶接組立により箱状として台車がその中に収まる形で装荷されるもの、車体は直線基調の多面体形状で、側面は運転室部が左右にわずかに絞られた形状となっている。構体は軽量化のため、側面は鋼製のグリッド構造の側構体にアルミハニカムパネルの外板が嵌め込まれたもの、正面は運転室の正面窓および側面の車端部の窓から上半部をGFRP製としている[2]。また、機器室上部の屋根は3分割で取り外し可能な構造となっている。
- 車体内は両端を運転室、その間を3室からなる機械室としており、中央が主機と補助発電機を搭載した機関室、その前位側がラジエターや前位側台車の主電動機冷却用送風機を設置したラジエター室、後位側が主変換装置などの電気機器と後位側台車の主電動機冷却用送風機を設置した電気室となっており、主発電機は主機室と電気室にまたがる形で搭載されている[9]。
- 運転室は外気温-20 ℃時で20 ℃、外気温-40 ℃時でも15 ℃の室温を維持できる構造となっているほか、AC230 Vのコンセントが設置されて別途でヒーター等を持ち込むことが可能となっており、また、運転席のほかに作業員用の座席が設置されている[10]。運転台は右側運転台のデスクタイプで、2ハンドル式のマスターコントローラーを設置しており、3面式の計器盤の各計器類は従来タイプの針式のもののほか、車両情報装置用の液晶ディスプレイが設置されており、乗降扉は左側のみの設置、側面窓には電動式のバックミラーが設置されている。
- 正面は大型の1枚窓で、その上部中央には連結作業用ビデオカメラが、さらにその上部の横長のライトケース内には前照灯1灯、尾灯1灯、作業灯2灯、警戒灯2灯が横一列に配置されおり、正面窓下部左右には丸型の前照灯および尾灯がそれぞれ設置されている[7]。
- 連結器は台枠に設置されるねじ式連結器で、緩衝器が中央、フック・リングがその左右にあるタイプでとなっている。また、電気連結器はABe8/12 3501-3515形電車以降で採用された新しい25+4芯の重連総括制御用を2組、18+1芯の電灯制御・放送等用を1組、直通ブレーキ制御用を1組のほか、除雪車等への三相400 V電源供給用のもの2組を装備し、連結ホースは元空気管用、空気ブレーキ用、真空ブレーキ用のものを装備する[7]。
- 塗装
  - 車体塗装は工事用機標準の黄色をベースに、正面窓周りおよび側面の運転室窓周りが黒、車体下部台枠部分がダークグレー、手摺類、側面のラジエターのルーバーと屋根および屋根上機器が銀色で、床下機器と台車はダークグレーとなっている。
  - 標記類は赤色で入れられており、車体正面には機番が、側面には機番と23401号機の"D1"から23404号機の"D4"までの略号、レーティッシュ鉄道のロゴ、機体名と"Infrastruktur"の文字がそれぞれ赤色で入れられている。

### 走行機器
- 主機としてディーゼル機関を1基搭載しており、動力伝達方式は主機と直結された主発電機で発生させた電力を主変換器で制御して4基の主電動機と動輪4軸を駆動する電気式となっている。
- 主機は4サイクル、V型12気筒の鉄道車両向け機関である12V 4000 R43Lディーゼルエンジンを車体主機室内に搭載しており、定格出力は1800 kW/1800 rpmで、EU排ガス規制のステージIIIbに対応したものとなっている[11]。主発電機は同じく鉄道車両向けの三相同期発電機であるDREBZ 4015-6を1基搭載しており、定格出力は1847 kVA/1900 rpm、三相交流1425 Vとなっている。また、主機停止時の電源供給用として、出力37 kWのディーゼル機関による補助発電機を搭載しており、機関車内のほか、外部への電源供給も可能となっている。
- 主変換装置はシーメンスのセミオーダーメードの電気機関車プラットフォームであるVectronシリーズのものをベースとしたもので、コンバータ・インバータ式の主変換装置はコンバータ部1基、インバータ部3基で構成され、インバータ部のうち2基は1基で台車ごとの2基ずつの主電動機の駆動用で発電ブレーキ機能も有しており、残り1基は機関車内や除雪車・工事車両などへの駆動用電源を供給する三相交流400 V 50 Hz出力の補助電源となっている[11]。駆動用のインバータ部には、さまざまな軌道条件下でも牽引力を最大限活用することができるよう、本形式専用の粘着制御アルゴリズムが適用されており、従来より約30％向上した最大0.366の粘着係数を確保しているほか、発電ブレーキ用のブレーキ抵抗器は容量500 kWのものを各コンバータ部毎に搭載しているが、本形式の搭載機器量と車両限界の関係でレーティッシュ鉄道の他の車両で一般的な屋根上ではなく機器室内に油冷式のものを設置している[3]。
- 主電動機も同じくシーメンスのセミオーダーメードのディーゼル機関車プラットフォームであるアジアランナーシリーズのものと同じ[2]三相交流誘導電動機を4基搭載しており、駆動方式は吊り掛け式で、台車側はゴムブッシュ付の吊リンクにより、車軸側はころ軸受によってそれぞれ装荷されている[12]。
- これらの走行装置により力行時の性能は動輪周上定格出力1500 kW、起動時最大牽引力230 kN（起動後210 kN・25.7 km/hまで漸減）、起動時連続定格牽引力190 kN（起動後210 kN・25.7 km/h）まで漸減）、100 km/h時牽引力48.6 kN、発電ブレーキ時の性能は動輪周上発電ブレーキ出力1000 kW、最大発電ブレーキ力100 kN（36 km/hから停止まで）、100 km/h時発電ブレーキ力36 kNとなっている[7]。
- ブレーキ装置は機関車用として空気ブレーキ（常用/非常ブレーキおよび入換用直通ブレーキ）、駐機用バネブレーキ、電磁吸着ブレーキと主変換装置による発電ブレーキ機能を装備し、客車用として真空制御空気ブレーキ、貨車用として真空ブレーキを装備している[注釈 12][3]。
- 台車は直線区間や高速走行での安定性の確保と最小通過曲線半径40m通過時の走行性能および軽量化に配慮した[3][4]、軸距2300 mm、車輪径1070 mmの鋼板溶接組立式のボルスタレス式台車で、台車枠は欧州の機関車用台車では例の少ない端梁を省略した構造となっていることが特徴となっている[14]。また、軸箱支持方式はアルストムリンク式、枕ばね、軸ばねともにコイルばねとしているほか、上下方向、回転方向、左右方向にそれぞれオイルダンパを設置し、牽引力伝達は1本リンク式となっており[14]、牽引リンクは駆動装置を避けるために湾曲した形状となっている[3]。基礎ブレーキ装置はユニット式のものを片押式に設置、台車中央部レール面上に電磁吸着ブレーキ、各軸に砂撒き装置を装備している[14]ほか、台車枠の前面下部には上下可動式のブラシ型排障器を装備している[3]。
- 補助電源回路は主変換装置の三相交流400 V / 50Hzのほか、主変換装置出力を使用する蓄電池充電および車両制御システム、照明装置、ブレーキ装置や保安装置類に供給される直流24 V回路を有しており、三相交流400 V / 50Hz出力は電動空気圧縮機、電動真空ポンプ、空調装置、主機の予熱装置などに供給されるもので、主変換装置や補助発電機のほか、引通し線を経由した外部との受給電が可能となっている[10]。
- 車両制御システムはレーティッシュ鉄道で実績のあるSelectronのものを搭載しており[3]、重連総括制御および Xrot mt 95401-02形および Xrot mt 95403-04形の運転台からの遠隔制御が可能であるほか、無線操縦装置[2]や、主に軌道保守におけるバラスト散布作業時に使用される1-2 km/hの低速での定速走行が可能な低速走行機能を有している[3]。このため、形式名に無線操縦可能を示す"f"が追加されて"Gmf"となっている。また、車両情報装置はUTMS[注釈 13]/WLANによるネットワークを使用して、地上側から車上側の搭載機器の状況のモニタリングが可能なシステムとなっている[15]。

### 主要諸元
- 軌間：1000 mm
- 車軸配置：Bo'Bo'
- 最大寸法：全長16690 mm、車体長15650 mm、全幅2650 mm、屋根高3800 mm、最大高3885 mm
- 軸距：2300 mm
- 台車中心間距離：9800 mm
- 動輪径:1070 mm（新品時、最大摩耗時1000 mm）
- 最小通過曲線半径：40 m
- 自重：64.0 t（最大65.5 t）
- 軸重：16.0 t（最大16.4 t）
- 走行装置
  - 主機：MTU 12V 4000 R43L 4サイクル・V型12気筒ディーゼルエンジン×1基（排気量57.2 l、ボア/ストローク170/210 mm、シリンダ排気量4.77 l、燃料消費量455.4 l/h）[16]
  - 主発電機：DREBZ 4015-6三相同期発電機×1基（定格：出力1847 kVA/1900 rpm、三相交流1425 V）
  - 主電動機：三相誘導電動機×4基
  - 主機定格出力：1800 kW/1800 rpm
  - 動輪周上定格出力：1500 kW
  - 動輪周上発電ブレーキ出力:1000 kW
- 性能
  - 牽引力：230 kN（起動時最大出力）、190 kN（起動時連続定格出力）
  - 発電ブレーキ力：100 kN
  - 牽引トン数:140 t（70パーミル、重連）、420 t（25パーミル、重連）
  - 最高速度：100 km/h
- ブレーキ装置：空気ブレーキ（機関車用および列車用）、真空ブレーキ（列車用）、発電ブレーキ、駐機用ばねブレーキ

## 運行
- 2013年6月19日にGmf 4/4 28701号機が工場を出場して翌6月20日にレーティッシュ鉄道へ入線し、連邦運輸局[注釈 14]による認可取得に向けた試験が実施されるとともに、6月29-30日に開催されたエンガディン線開通100周年記念式典である”100 Jahre RhB-Linie Bever – Scuol-Tarasp”の際に一般公開が行われた。その後10月8日にラントクアルト - マランツ間で最初の本線試運転が実施され、フェライナトンネルでの最高速度110 km/h運転やベルニナ線等での急曲線での性能試験などが実施されている他、翌2014年1月21日から訓練運転も開始されている。なお、試運転の結果、主機等の冷却能力の強化や補助変圧器の過熱対応などの対策を実施している[3]。
- 本形式はZAUGG[注釈 15]で製造され、2011年に導入されたXrot mt 95403-04形および翌2012年に導入されたXrot mt 95401-02形による除雪列車の推進用としても使用されている[3]。両形式は基本的に同型で、枕木方向のリボン型除雪カッターとレール方向の投雪ブロワーを装備しており、Xrot mt 95401-02形は本線系統用で除雪カッターは左右1列に2基を配置して除雪能力3500 t/hとした機体、Xrot mt 95403-04形はベルニナ線用で除雪カッターは左右1列に2基ずつ上下2段に配置して除雪能力8500 t/hとした機体となっている。本形式との運用は2015年11月12日に、Gmf4/4 23403号機とXrot mt 95404号機を使用してベルニナ線で試運転が実施されており、以降冬季の除雪列車に使用されている。
- 本形式はメンテナンス用の工事列車や除雪列車のほか、アルブラトンネルIIの建設工事列車や、当初の計画にあったような営業線での定期貨物列車の牽引にも使用されている[17]。

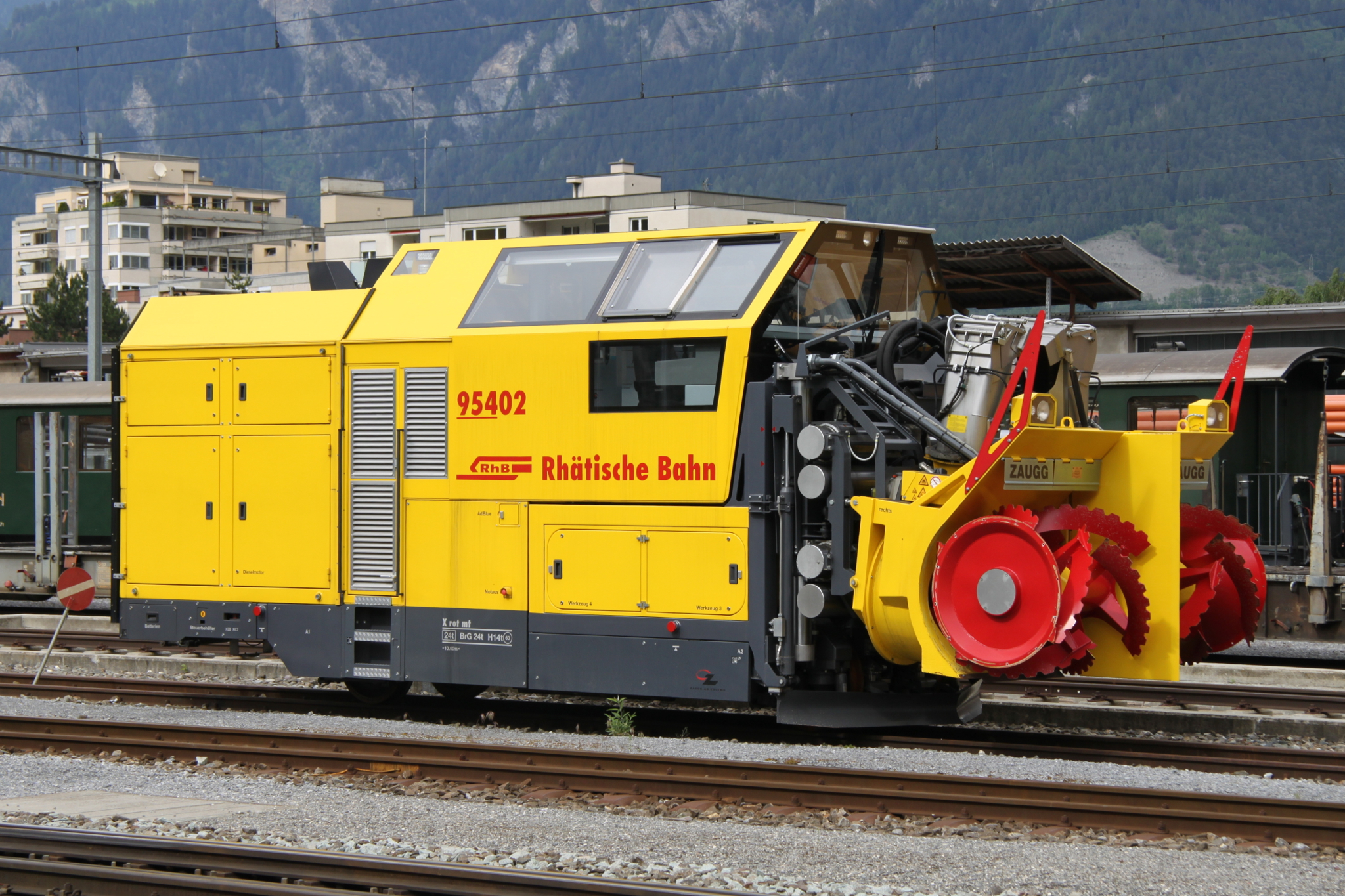
本形式とともに使用される本線系統用の除雪車であるX rot mt 95402号機、テュシス駅、2015年
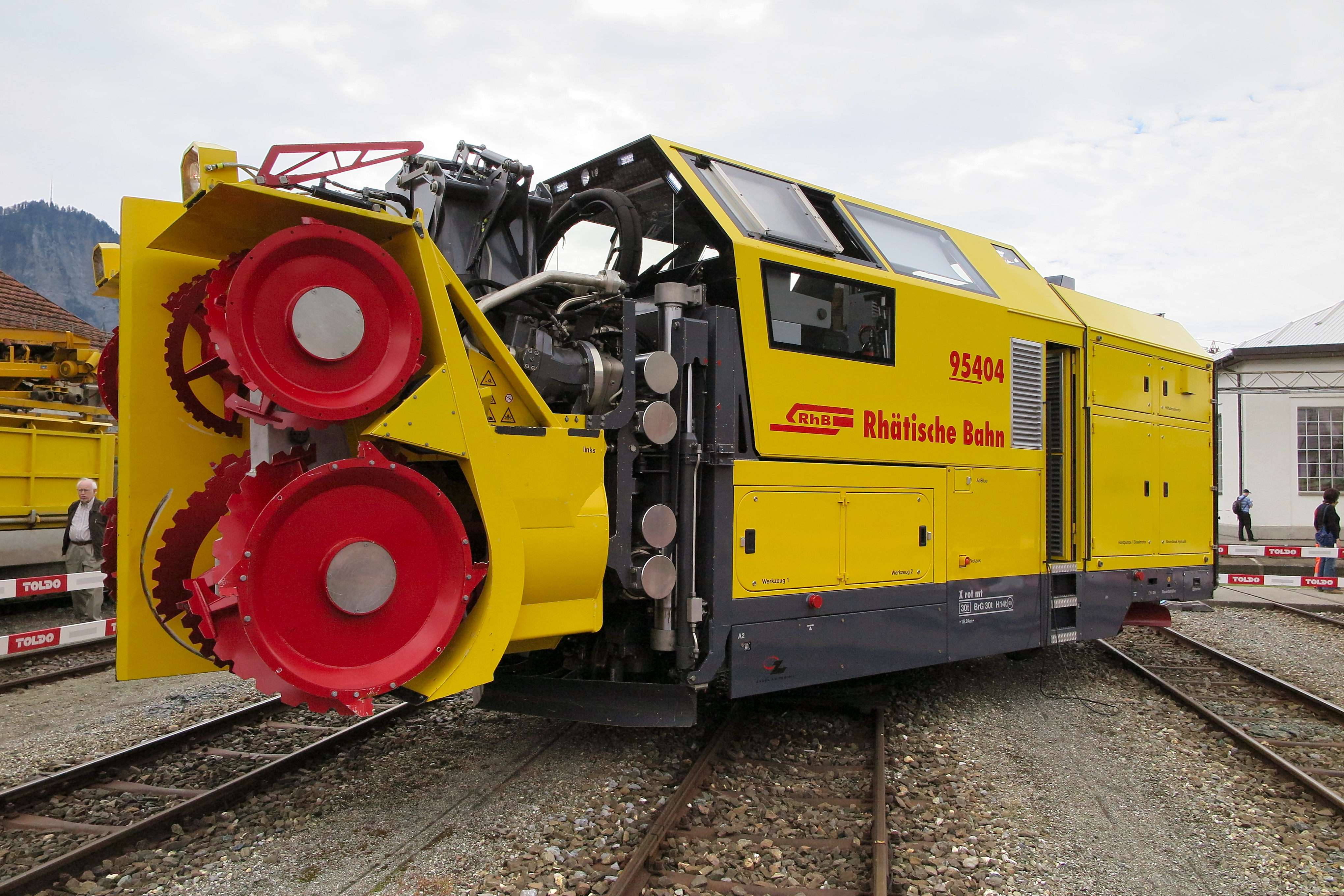
同じく本形式とともに使用されるベルニナ専用の除雪車であるX rot mt 95404号機、豪雪地帯で使用されるため、雪かき装置が2段となっている、2014年
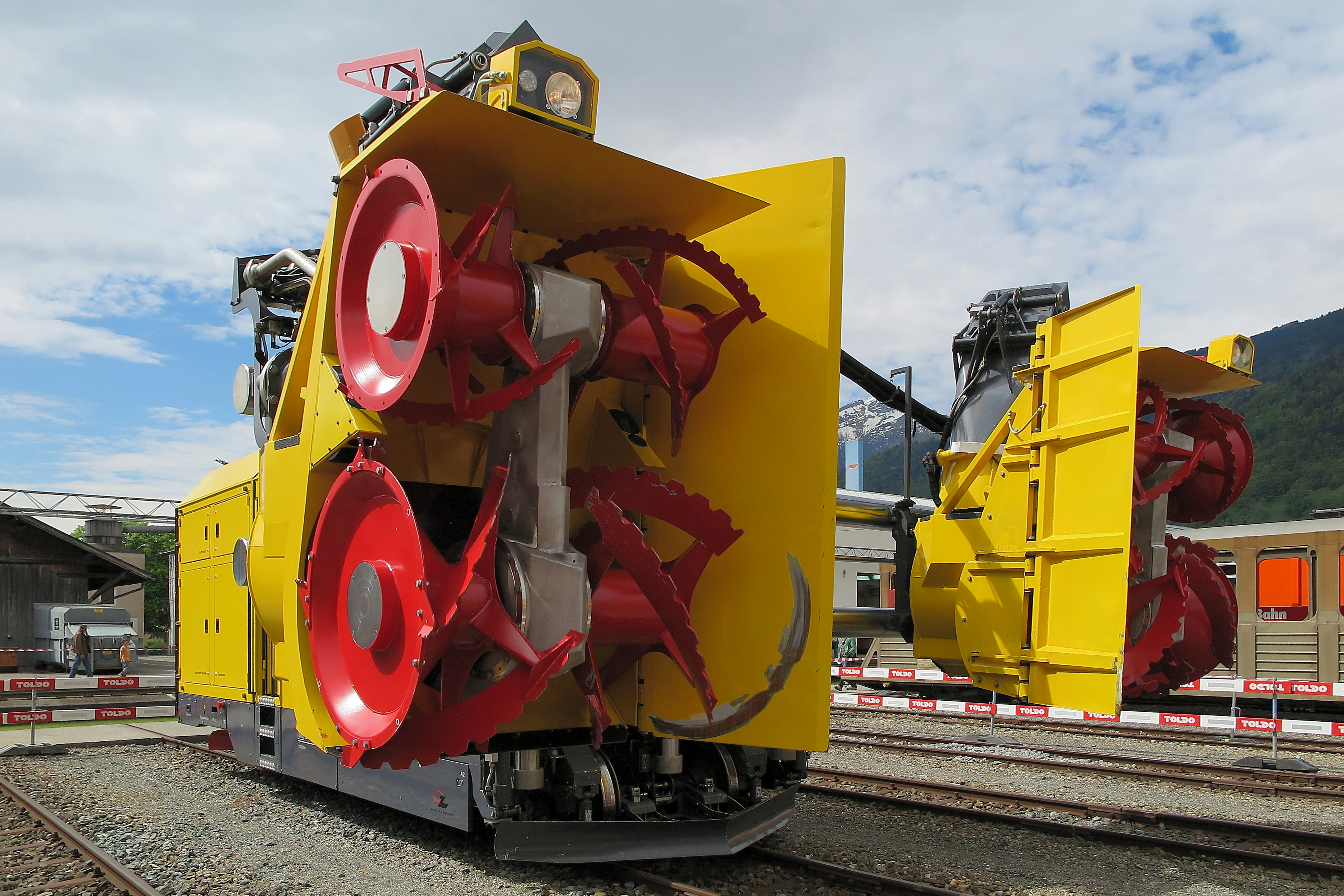
同じく本形式とともに使用されるベルニナ専用の除雪車であるX rot mt 95404号機、2段の雪かき装置は除雪幅に合わせて左右に可動する構造、2014年